# ピンクのモーツァルト
「ピンクのモーツァルト」は、1984年8月1日にCBS・ソニーからリリースされた松田聖子の18枚目のシングル。規格品番：07SH 1540（EP盤）。EP盤はデビュー5周年記念特別仕様盤で初回生産分50万枚のみ8ページスペシャルポートレートジャケット、ピンクカラーの特製Seikoレコードレーベル&スリーブで発売された。1989年には8cmCD、2004年には紙ジャケット仕様の完全生産限定盤12cmCDとして再びリリースされている。

## 制作過程
「ピンクのモーツァルト」はカネボウ化粧品 '84秋のイメージソング。前々作の「Rock'n Rouge」に次いでの採用となった。
歌詞の内容は恋愛に関するもので、音楽家のモーツァルトとは一切関係ない。歌詞には曲名と同じ「ピンクのモーツァルト」が何度も出てくるが、それが具体的に何であるのかは説明されていない。
サウンドでは、ヴァイオリンなどクラシック系の楽器が多用された。
本作の発表をきっかけに、モーツァルトのイメージカラーがそれまでの″青″からピンクになったとされる。

## 別バージョン・チャート成績
「ピンクのモーツァルト」は、1984年12月8日に発売された通算10作目のオリジナル・アルバム『Windy Shadow』にも収録されている。アルバムの初版プレスにはシングル・ヴァージョンで収録されていたが、セカンドプレス以降は、表記がないがサウンド・エフェクトが施されたアルバム・ヴァージョンに差し替えられている。それ以前に発売されたベスト・アルバム『Seiko・Town』には、シングルの両面が収録された。
オリコン調べの売上枚数は42.4万枚。

## メディアでの披露
スポンサーの都合で、『夜のヒットスタジオ』（カネボウのライバル企業である資生堂が筆頭スポンサー）ではシングル発売期間中、1984年9月10日放送分の1度しか披露することができなかった。それまでの期間は「夏服のイヴ」「硝子のプリズム」をそれぞれ2回ずつ代わりに披露する形で出演を継続していた。

## 収録曲
全作詞：松本隆／作曲：細野晴臣／編曲：細野晴臣・松任谷正隆
1. ピンクのモーツァルト（3:57）
2. 硝子のプリズム（3:34）

## カバー
「ピンクのモーツァルト」をカバーしたアーティスト
- CHINEPHILE（2003年、アルバム『KAYOMANIA』に収録）

「硝子のプリズム」をカバーしたアーティスト
- 中川翔子（2009年、シングル『心のアンテナ』に収録）

## 関連作品
- ピンクのモーツァルト　
  - Windy Shadow（別ミックスで収録）
  - Seiko・Town
  - Seiko Box
  - Seiko Monument
  - Bible
  - Complete Bible
  - SEIKO SUITE
  - Premium Diamond Bible
  - Diamond Bible
  - SEIKO STORY〜80's HITS COLLECTION〜
  - Seiko Matsuda Hit Collection Vol.2
  - Seiko Matsuda Sweet Days
- 硝子のプリズム
  - Seiko・Town
  - Complete Bible
  - SEIKO SUITE
  - Premium Diamond Bible
  - Diamond Bible
  - Touch Me, Seiko II
  - Seiko Matsuda Sweet Days